# Hong Kong Cinemagic
Hong Kong Cinémagic, plus connu sous le nom de HKCinémagic, est un site internet bilingue (Français et Anglais) qui fournit des informations complètes sur les films en langue chinoise provenant de Hong Kong, de Chine et de Taïwan et sur les cinéastes. Le site présente des informations, des interviews, des critiques et une véritable base de données sur les films et les personnalités de l’industrie du film locale. Il présente également un glossaire illustré. Ce site web existe depuis une dizaine d’années sous plusieurs versions. En mars 2009, plus de 10 000 films ont été recensés dans la base de données.
Le site a été conçu par Marc Delcambre et est mis à jour régulièrement par Jean-Louis Ogé et Thomas Podvin ainsi que les membres permanents du comité de rédaction : Arnaud Lanuque, Van-Thuan Ly et David-Olivier Vidouze.

## Historique du site
Le site d’origine HKCinemagic 1, hébergé alors sur Wanadoo France, fut créé en 1998 par Laurent Henry et Thomas Podvin qui s’intéressaient particulièrement à l’époque aux réalisateurs Tsui Hark et Wong Kar-wai. Au fur et à mesure, le site s’est étoffé avec l’arrivée de nouveaux collaborateurs et plus d’articles portant sur l’ensemble du cinéma hongkongais, et le site a été transféré sur ifrance.com. Une base de données sommaire portant sur les filmographies, biographies de diverses personnalités a très vite été mise en place par Jean-Louis Ogé.
En février 2003, et avec la collaboration des rédacteurs Arnaud Lanuque, Stéphane Jaunin, Philippe Quévillart et David-Olivier Vidouze, Jean-Louis Ogé créa le HKCinemagic 2, une encyclopédie sur le cinéma hongkongais. Le site contenait des galeries photos d’acteurs, de réalisateurs, de techniciens, et s’intéressait surtout aux films datant de l’époque des Studios Shaw Brothers, mais également sur les acteurs « gweilo » (étrangers) travaillant dans l’industrie du film à Hong Kong et sur les films de Catégorie 3 pour adultes. Le contenu des deux sites a continué de progresser et un forum français a vu le jour en juin 2003 sur Hiwit.com. En mai 2004, une interface française et anglaise est mise en place sur Invision Power Board. En mars 2009, le forum a enregistré plus de 4000 utilisateurs.
Après le départ de Laurent Henry du projet, HKCinemagic 1 et HKCinemagic 2 ont fusionné, créant alors la nouvelle version de Hong Kong Cinemagic (hkcinemagic.com). Le nouveau site conçu par Marc Delcambre, Jean-Louis Ogé et Thomas Podvin fut lancé en novembre 2004. La base de données continua de s’étoffer et est devenue une source d’information, telles que la IMDB et la Hong Kong Movie Database (HKMDB). Tout comme ces sites, la base de données permet une recherche par titre de films ou nom d’acteurs, réalisateurs ou techniciens.

## Accueil critique
Les professionnels anglophones de l’industrie du film et les fans de films de Hong Kong à travers le monde cite HKCinemagic comme étant « le site de référence du Cinéma de Hong Kong » et un site indispensable qui « possède une richesse unique en matière d’articles et d’interviews (en français et anglais) ».
Hong Kong Cinemagic est utilisé comme source de références, non seulement en France mais à l’étranger, par les universitaires,, mais aussi par les critiques,, la Cinémathèque Française, des festivals de films,,, les sites internet spécialisés,,, (Andy Seto), et Answers.com.

## Contenu
Hong Kong Cinemagic contient des informations aussi bien sur les acteurs, réalisateurs que sur les équipes techniques. À cela s'ajoute les galeries photos, des extraits de films, des bandes annonces mais aussi des critiques de films rédigées par les membres du sites et des notes d’informations sur les coulisses des films. D’autres informations sont incluses telles que les titres alternatifs de films, les titres en chinois et pinyin, les compagnies de production, les pays d’origines, le genre, les dates de sorties, les recettes au box office local. Sans oublier les biographies sur les équipes techniques et artistiques des films, leur genre et leur date de naissance.
L’on peut parcourir le site avec le moteur de recherche du site ou rechercher les films par dates de sorties, noms et genres et rechercher les personnalités par noms et types d’activités. La filmographie d’une personnalité peut être triée par date, genre de films, activité avec une sélection selon les productions strictement hongkongaises ou internationales. Le site fournit également des informations sur les compagnies et studios de productions, avec date de création et nom du fondateur, les films produits et distribués. Un glossaire de termes spécifiques au cinéma chinois et à la culture chinoise est également disponible.
En mars 2009, il a plus de 10 000 films et 17 000 personnalités entrés dans la base de données ainsi que des informations sur plus de 1 300 studios. Il y a plus de 26 500 images et photos, et 2 000 extraits de films et autres vidéos. En plus de cela, le site contient des biographies, des critiques sur les films, des interviews, des articles de fond, et des comptes rendus de festival.
Des correspondants à Hong Kong et les rédacteurs ont interviewé plusieurs figures emblématiques de l’industrie cinématographies de Hong Kong,. Plusieurs interviews d’acteurs, de réalisateurs et de techniciens sont disponibles en anglais et/ou français. Plusieurs grands noms ont été interviewés dans le passé tels que Johnnie To, Patrick Tam Kar-ming, Wong Jing, Anthony Wong, Eric Tsang, Peter Chan, Lawrence Ah Mon, Gordon Liu, Ti Lung, Stanley Kwan et Chen Kuan Tai.
À l'inverse des bases de données telles que HKMDB et IMDB, Hong Kong Cinemagic n’inclut pas les noms des personnages joués par les acteurs dans chacun de leurs films. Cependant, sur chaque fiche technique de films, des galeries d’images présentent les membres du casting et de l'équipe de tournage.
Une autre grande différence avec HKMDB est que HKCinemagic n’oblige pas les visiteurs à s’inscrire pour avoir un accès total aux fiches films et fiches personnes.
Tous les articles et interviews sur le site sont écrits par les rédacteurs de HKCinemagic et par leurs collaborateurs. Les visiteurs ne participent pas à l’élaboration du site mais peuvent proposer des corrections et des commentaires en utilisant un rapport d’erreurs accessible via un lien présent en bas de chaque page. Restreindre l’ajout de données supplémentaires par une équipe éditoriale spécialisée dans le cinéma de Hong Kong signifie que les informations sont plus pointues que sur un site tel que IMDB.